# Dade City
Ne pas confondre avec le comté situé dans le même État, le comté de Miami-Dade.
La ville de Dade City est le siège du comté de Pasco, dans l'État de Floride, aux États-Unis. Selon le recensement de 2010, Dade City compte 6 437 habitants, population estimée à 7 099 habitants en 2016.

## Histoire
La ville est nommée en l'honneur du général Francis Langhorne Dade, tué durant la seconde guerre séminole.

## Géographie
La municipalité s'étend sur 6,11 milles carrés (15,82 km2), dont 5,92 milles carrés (15,33 km2) de terre.

## Démographie
| 1890 | 1900 | 1910  | 1920  | 1930  | 1940  |
| ---- | ---- | ----- | ----- | ----- | ----- |
| 321  | 509  | 1 066 | 1 296 | 1 811 | 2 561 |

| 1950  | 1960  | 1970  | 1980  | 1990  | 2000  |
| ----- | ----- | ----- | ----- | ----- | ----- |
| 3 006 | 4 759 | 4 241 | 4 923 | 5 633 | 6 188 |

| 2010  | - | - | - | - | - |
| ----- | - | - | - | - | - |
| 6 437 | - | - | - | - | - |